# Paul Hoffman
Den här sidan handlar om den amerikanske roddaren. För företagsledaren, se Paul G. Hoffman.
Paul Hoffman, född 21 april 1946 i New York, New York, är en amerikansk roddare.
Han tog OS-silver i åtta med styrman i samband med de olympiska roddtävlingarna 1972 i München.